# 2010年飓风亚历克斯
飓风亚历克斯（英語：Hurricane Alex）是2010年大西洋飓风季的第一个热带气旋，也是相对较为罕见的一场在6月成形的飓风。系统源于2010年6月25日的一片扰动天气区，在西加勒比海缓慢发展后以强烈热带风暴强度吹袭伯利兹。